# Camel (음반)
《Camel》은 1973년 2월 28일, MCA 레코드에서 발매된 영국의 프로그레시브 록 밴드 카멜의 첫 번째 스튜디오 음반이다. 주로 앤드루 래티머와 피터 바든스의 개별 곡 모음집인 이 음반은 작은 성공으로 환영받았고 MCA는 두 번째 음반을 위한 옵션을 선택하지 않았다. 그때까지 이 그룹은 제미니 아티스트의 제프 주크스와 맥스 홀의 매니지먼트 팀을 인수하여(나중에 GAMA 레코드가 됨) 데카 레코드로 옮겼으며, 그곳에서 10년 동안 머물렀다.

## 투어
카멜은 1년 중 9개월을 킥킥거리며 영국, 스위스, 벨기에, 네덜란드에서 라이브 사운드로 명성을 굳혔다. 그들은 스태크리지, 바클레이 제임스 하베스트, 공, 호크윈드, 핑크 페어리스, 글로벌 빌리지 트러킹 컴퍼니, 스파이로 자이라와 같은 다른 아티스트들과 무대를 공유했다.

## 평가
| 전문가 평가 | 전문가 평가 |
| 평가 점수   | 평가 점수   |
| 출처        | 점수        |
| ----------- | ----------- |
| AllMusic    | [ 1 ]       |

이 밴드의 14개 음반 순위에서 프로그 영역은 《Camel》을 4위에 올려놓으며 〈Never Let Go〉라는 곡을 진짜 하이라이트라고 불렀다. 그들은 "이번 데뷔는 디딤돌의 또 다른 예가 아니라 그 자체로 훌륭한 작품입니다. 그룹의 최신 음반만큼 훌륭하지는 않지만, 이것은 가장 훌륭한 시작이자 필수적인 카멜 발매일 뿐만 아니라 그들의 멋진 음악에 빠져들 수 있는 아주 좋은 출발점이기도 합니다."

## 재발매
이 음반은 2002년 런던 레코드에서 리마스터되어 두 개의 보너스 트랙으로 재발매되었다. 〈Never Let Go〉의 싱글 버전과 밴드의 초기 쇼의 주요 곡인 〈Homage to the God of Light〉의 라이브 버전이다. 1970년 키보디스트 피터 바든스의 데뷔 솔로 음반 《The Answer》에 스튜디오 버전이 등장했다.

## 곡 목록
| #  | 제목                   | 작사·작곡                | 재생 시간 |
| -- | ---------------------- | ------------------------ | --------- |
| 1. | 〈Slow Yourself Down〉 | 앤드루 래티머, 앤디 워드 | 4:47      |
| 2. | 〈Mystic Queen〉       | 피터 바든스              | 5:40      |
| 3. | 〈Six Ate〉 (기악)     | 래티머                   | 6:06      |
| 4. | 〈Separation〉         | 래티머                   | 3:57      |

| #  | 제목                 | 작사·작곡 | 재생 시간 |
| -- | -------------------- | --------- | --------- |
| 5. | 〈Never Let Go〉     | 래티머    | 6:26      |
| 6. | 〈Curiosity〉        | 바든스    | 5:55      |
| 7. | 〈Arubaluba〉 (기악) | 바든스    | 6:28      |